# Napoleon – Kis kutya, nagy pácban
A Napoleon – Kis kutya, nagy pácban (eredeti cím: Napoleon) 1995-ös japán–ausztrál családi kalandfilm, amelyet Michael Bourchier, Mario Andreacchio és Mark Saltzman írt, a film egy golden retriever kölyökkutyáról szól, amely megszökik városi otthonából, hogy vadon éljen. Útja során sok állattal találkozik. A film volt a legdrágább független produkció, amelyet Dél-Ausztráliában készítettek.

## Szereplők
| Szereplő | Eredeti hang      | Magyar hang     |
| -------- | ----------------- | --------------- |
| Napoleon | Jamie Croft       | Szalay Csongor  |
| Locsi    | Philip Quast      | Kerekes József  |
| Cica     | Carole Skinner    | Halász Aranka   |
| Koala    | Frank Whitten     | Csuja Imre      |
| Nancy    | Mignon Kent       | Mánya Zsófi     |
| Sid      | Michael Wilkop    | Szvetlov Balázs |
| Kenguru  | Dame Edna Everage | N/A             |
| Pinky    | Casey Siemaszko   | N/A             |
| Macska   | Carole Skinner    | N/A             |

## Betétdalok
- How Far I'll Fly
- Muffin
- Wild Dog
- Goodbye
- Kangaroo La Roo